# Ганна Борзобагата-Красенська
Ганна Борзобагата-Красенська — волинська княжна, управляла скарбницею Луцької єпархії. Прославилася своєю войовничістю давши рішучий супротив під час нападу на її маєток князя Андрія Курбського, відбила атаки кількасотенного загону шляхти з війська польського короля Стефана Баторія.

## Життєпис
Досить нечисленними є відомості про походження та життя Ганни Борзобагатої-Красенської. Можливо походила з відомого роду — Борзобагатих. Однак, її характеризували як, жінку надзвичайну, владну та рішучу. Вона зуміла підкорити не лише свого чоловіка (ймовірно Олександра Журавницького), але й тестя — єпископа Луцького. Вона самостійно розпоряджалася майном і скарбницею Луцького єпископства, вела світське судочинство та силовим чином вирішувала конфлікти інтересів з сусідами. За деякими відомостями Ганна на чолі військових загонів захоплювала нові території, щоб таким чином поширювати вплив свого тестя — єпископа Іоана Борзобагатого. Захопивши Жидичинську архимандрію вона прогнала ченців та передала її під керівництво тестя. Чутки про її діяльність дійшли до самого польського короля, Великого князя Литовського та Руського, очільника Речі Посполитої обох народів — Стефана Баторія. Останній розпорядився підняв проти Ганни «посполите рушення», тобто збройне ополчення чисельністю в кілька тисяч шабель. Однак, це не збентежило жінку і вона, одягнувшись у військове спорядження, рушила назустріч «рушенню» маючи під своїм керівництвом загін гайдуків та артилерію. Ганні вдалося завдати поразки ворогам, де вона особисто брала участь у битвах з мечем у руці.
Наступного разу відомості про неї з'явилися під час нападу на її маєток зі сторони князя Курбського. Андрій Михайлович Курбський був князем династії Рюриковичів, московським боярином, воєводой; урядником Великого князівства Литовського, шляхтичем Речі Посполитої. На початку правління Івана IV Грозного обіймав найвищі адміністративні й військові посади, однак згодом між ними виникнули суперечності щодо внутрішньої й зовнішньої політики, що врешті призвело до того, що Курбський потрапив під немилість і вимушений був рятуватися втечею. На шляху до двору польського короля Сигізмунда II він вчинив напад на родинний маєток Ганни Борзобагатої-Красенської. Вона особисто очолила супротив та відбила атаки кількасотенного загону.